# Rana arvalis var. nigromaculata
Espèce
"Rana" arvalis var. nigromaculata est une espèce d'amphibiens de la famille des Ranidae dont la position taxonomique est incertaine (incertae sedis).

## Répartition
Cette espèce a été découverte en Allemagne.

## Publication originale
- Wolterstorff, 1904 : Beiträge zur Fauna der Tucheler Heide. Schriften der Naturforschenden Gesellschaft in Danzig, vol. 11, p. 140-182.